# Ufficio di statistica del lavoro (Stati Uniti d'America)
Il Bureau of Labor Statistics (BLS) è un'unità del Dipartimento del Lavoro degli Stati Uniti d'America. È la principale agenzia d'indagine del governo statunitense nel vasto campo dell'economia e della statistica del lavoro e tra le più importanti agenzie del Sistema statistico federale statunitense. Il BLS è un'agenzia statistica governativa che raccoglie, elabora, analizza e divulga dati statistici essenziali al pubblico statunitense, al Congresso, ad altre agenzie federali, governi statali e locali, imprese e rappresentanti dei lavoratori. Esso funge anche da risorsa statistica per il Dipartimento del Lavoro, e conduce ricerche su quanto le famiglie hanno bisogno di guadagnare per essere in grado di godere di un tenore di vita dignitoso.
I dati del BLS devono soddisfare numerosi criteri, inclusa la rilevanza per gli attuali temi sociali ed economici, la tempestività nel riflettere condizioni economiche in rapido cambiamento, l'accuratezza e la qualità statistica notevolemte elevata, l'imparzialità sia nella scelta dell'argomento che nella presentazione e l'accessibilità a tutti. Per evitare l'impressione di parzialità, le date delle pubblicazioni dei principali dati sono programmate con più di un anno di anticipo, in coordinamento con l'Ufficio per la gestione e il bilancio.

## Storia
L'Ufficio di statistica del lavoro fu fondato nel Dipartimento degli Interni dall'Ufficio della legge sul lavoro (Bureau of Labor Act) (23 Stat. 60), 27 giugno 1884, per raccogliere informazioni sull'occupazione e il lavoro. Carroll D. Wright fu il primo Commissario del lavoro degli Stati Uniti. Divenne un dipartimento (sottogabinetto) indipendente mediante la Legge sul Dipartimento del Lavoro (Department of Labor Act, 25 Stat. 182), 13 giugno 1888. Fu incorporato, come Ufficio del lavoro (Bureau of Labor), nel Dipartimento del Commercio e del Lavoro mediante la Legge sul Dipartimento del Commercio (Department of Commerce Act, 32 Stat. 827), 14 febbraio 1903. Infine, fu trasferito al Dipartimento del Lavoro nel 1913 dove risiede oggi. Il BLS ha ora sede a Washington, D.C. nel Postal Square Building, vicino al Campidoglio e alla Union Station.
Il BLS è guidato da un commissario che presta servizio per un mandato di quattro anni dalla data in cui assume l'ufficio. Il più recente Commissario di Statistica del lavoro fu Erica Groshen, che venne confermata dal Senato degli Stati Uniti il 2 gennaio 2013 e giurò come 14º Commissario di Statistica del lavoro il 29 gennaio 2013, per un mandato che terminò il 27 gennaio 2017. William Wiatrowski, Vice Commissario del BLS, sta fungendo da Commissario facente funzione fino a quando non si insedierà il nuovo commissario.

## Rapporti statistici
Le Indagini, gli Indici e le Statistiche prodotti dal BLS ricadono in quattro categorie principali:

### Prezzi
- U.S. Consumer Price Index (Indice dei prezzi al consumo degli Stati Uniti)
- Producer Price Index (Indice dei prezzi alla produzione)
- U.S. Import and Export Price Indices (Indici dei prezzi delle importazioni e delle esportazioni degli Stati Uniti)
- Consumer Expenditure Survey (Indagine sulla spesa per consumo)

### Occupazione e disoccupazione

Misure della disoccupazione del BLS dal 1950 - 2010

- Current Population Survey (Indagine sulla popolazione attuale), detta anche Household Survey (Indagine sulle famiglie)
  - The American Time Use Survey (L'Indagine sull'uso del tempo degli Americani)[12]
- Current Employment Statistics (Statistiche sull'occupazione attuale)[13], detta anche Establishment Survey (Indagine sulle aziende)
  - Payroll Employment (Occupazione dei dipendenti a libro paga)
  - Economic geography (Geografia economica)
  - Salary data (Dati sui salari)
- Local Area Unemployment Statistics (LAUS)[14] (Statistiche sulla disoccupazione nelle aree locali)
  - List of U.S. states by unemployment rate (Lista degli stati degli Stati Uniti per tasso di disoccupazione)
- Current Employment Statistics State and Area program[15] (programma per Stati e Aree di Statistiche sull'occupazione attuale)
- The Job Openings and Labor Turnover Survey (JOLTS)[16] (L'Indagine sulle aperture dei posti di lavoro e sul ricambio lavorativo)
- The Quarterly Census of Employment and Wages (QCEW)[17] (Il censimento trimestrale dell'occupazione e dei salari)
- The Business Employment Dynamics (BED) program[18] (Il programma sulla dinamica dell'occupazione nelle imprese)
- Ten year occupational employment projections (Proiezioni sull'impiego occupazionale a dieci anni)
- Occupational Employment Statistics (OES) (Statistiche sull'impiego occupazionale)
- Mass Layoff Statistics (interrotta nel 2013)[19] (Statistiche sui licenziamenti di massa)

### Remunerazione e condizioni lavorative
- National Compensation Survey (Indagine sulle remunerazioni nazionali)
  - Employment Cost Index (Indice del costo dell'impiego)
- Workplace Injury and Fatality Statistics[20] (Statistiche sugli infortuni e le morti nei luoghi di lavoro)

### Produttività
- Produttività[21]

## Regioni statistiche
I dati prodotti dal produced by the BLS sono spesso categorizzati in gruppi di stati noti come Regioni del censimento (Census Regions. Ci sono quattro regioni, che sono ulteriormente suddivise in nove divisioni. Queste regioni sono raggruppamenti di stati utilizzati per suddividere gli Stati Uniti per la presentazione dei risultati, e non sono costituite necessariamente da stati legati fra loro per qualche motivo geografico, storico o culturale. Le regioni sono le seguenti:
- Regione 1 (Nord - Est)
  - Divisione 1 (New England)
  - Divisione 2 (Medio-Atlantico)
- Regione 2 (Midwest)
  - Divisione 3 (Nord Est Centrale)
  - Divisione 4 (Nord Ovest Centrale)
- Regione 3 (Sud)
  - Divisione 5 (Sud Atlantico)
  - Divisione 6 (Sud Est Centrale)
  - Divisione 7 (Sud Ovest Centrale)
- Regione 4 (Ovest)
  - Divisione 8 (Regione delle Montagne)
  - Divisione 9 (Costa Ovest)